# Essonne (rivier)
De Essonne is een rivier in Île-de-France, een zijrivier van de Seine in de departementen Loiret en Essonne.
De rivier ontstaat in La Neuville-sur-Essonne bij de samenvloeiing van twee andere riviertjes: de Œuf, die komt van Chilleurs-aux-Bois, en de Rimarde, die ontspringt bij Nibelle. De Oeuf is een in het Forêt d'Orléans ontspringend riviertje. Deze merkwaardige naam (Œuf betekent "ei") komt vermoedelijk door een oude schrijffout. Oorspronkelijk heette het Essonne, vermoedelijk naar een Gallische watergodin Acionna, van wie in de omgeving van Orléans in 1822 een altaar met haar naam daarop uitgebeiteld werd ontdekt. Op middeleeuwse en 16e-eeuwse kaarten werd het riviertje, afgekort, vermeld als: Eſſ . Dat werd vervolgens, volgens de meeste geleerden, in volgende geschriften overgenomen als Eff. in plaats van Ess. Aan het riviertje de Œuf liggen enkele fraaie kastelen.
Na 90 kilometer mondt de Essonne bij Corbeil-Essonnes uit in de Seine.
De belangrijkste zijrivier is de Juine. Andere zijrivieren zijn slechts beekjes: de Velvette, de Ru d’Huison, de Ru de Misery op de linkeroever, en de Ru de Boigny en de Ru de Ballancourt op de rechteroever.